# Lucia Annunziata

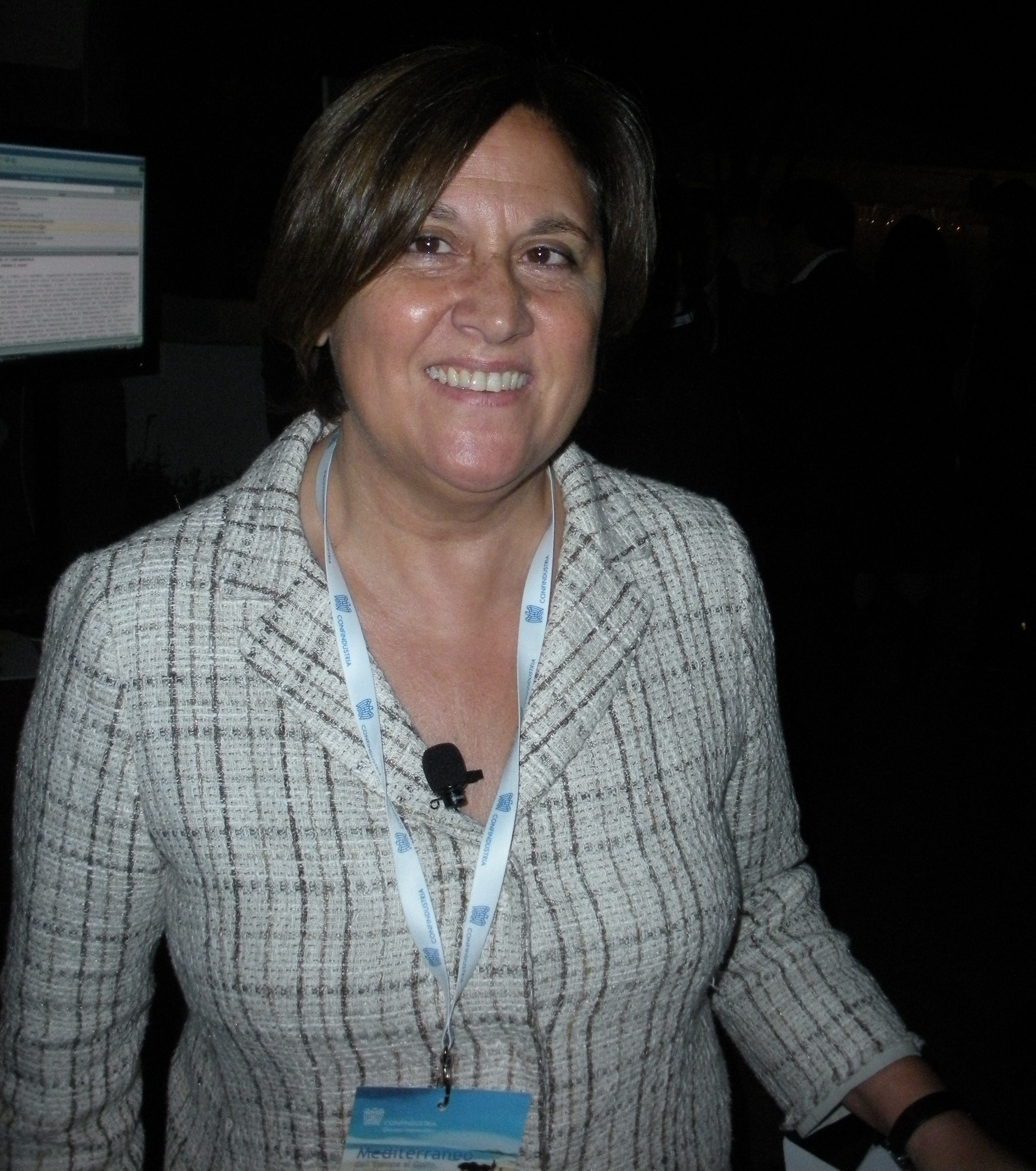
Lucia Annunziata

Lucia Annunziata (Sarno, 8 de agosto de 1950) é uma jornalista, escritora e apresentadora de televisão italiana. Foi presidente da RAI (televisão estatal italiana) no biênio 2003-2004. Fundadora da APCOM.